# William Ancion
 (mai 2019).
Si vous disposez d'ouvrages ou d'articles de référence ou si vous connaissez des sites web de qualité traitant du thème abordé ici, merci de compléter l'article en donnant les références utiles à sa vérifiabilité et en les liant à la section « Notes et références ».
 (mai 2019).
Pour les articles homonymes, voir Ancion.
William Ancion, né à Seraing le 6 juillet 1941 est un homme politique belge wallon, membre du PSC.

## Biographie
William Ancion est docteur en Droit (ULiège, 1964) et licencié en Sciences économiques (UCLouvain, 1965). Il commence sa carrière professionnelle aux Services de Programmation de la Politique scientifique où il participe à la rédaction de la loi de 1972 sur le financement des universités. Nommé Délégué du gouvernement auprès des universités libres catholiques – Université catholique de Louvain, Facultés universitaires de Namur (FUNDP), Facultés universitaires  Saint-Louis - Bruxelles (FUSL)  – il assume cette fonction durant trente années à l'exception de la période où il fut lui-même ministre de l'enseignement supérieur (1996-1999) et fit voter un nouveau décret relatif au financement de l'enseignement supérieur (1972-2002).
"Le délégué du ministre de l'Education nationale, William Ancion était d'une autre envergure:il avait le courage ,lorsqu'il le jugeait nécessaire, de s'opposer seul à l'ensemble du Conseil d'administration et à son président, André Oleffe, ce qui était méritoire. Mais il ne réagissait que sur les problèmes essentiels, en s'appuyant  sur une argumentation claire, dûment étayée par des dossiers bien tenus... Il a contribué à un fonctionnement intelligent de nos structures au sommet." 4
Élu au conseil communal de Liège en 1971, chef de groupe en 1982, il forme une majorité avec le parti socialiste pour diriger la ville après les élections communales de 1988. Cette coalition sera renouvelée en 1994, puis en 2000.
Premier échevin de la Ville de Liège, il entreprit de restaurer les finances de la cité durement compromises par un endettement colossal.
À la suite du retrait du bourgmestre en titre Édouard Close empêtré dans l'affaire dite des horodateurs, il assume les fonctions de bourgmestre d'avril 1990 à mars 1991. "
"Soucieux, au moment où nous sommes, de ne pas ajouter aux difficultés que connait notre ville... j'ai, après en avoir préalablement convenu avec lui, demandé à M.Ancion, premier échevin, qui s'est révélé depuis le début de la présente législature; homme compétent, collègue loyal et qui m'a manifesté une amitié... d'assumer... les fonctions de bourgmestre" 1
Echevin de l'urbanisme, il relance les travaux de reconstruction de la place Saint-Lambert en collaboration étroite avec Claude Strebelle, auteur du plan d'aménagement de l'espace.
Ses activités politiques le conduisent à assumer les fonctions d'administrateur-délégué du Port autonome de Liège ainsi que la présidence du holding de reconversion Meusinvest.
À la suite de la démission du Ministre Jean-Pierre Grafé, il est appelé par le président Charles-Ferdinand Nothomb en décembre 1997 à reprendre ses fonctions au Gouvernement wallon (relations internationales, sport, recherche scientifique appliquée, nouvelles technologies) et à celui de la Communauté française (enseignement supérieur, recherche fondamentale, sport, relations internationales).
"William Ancion arriva au gouvernement précédé d'un succès d'estime.Sa nomination fut bien accueillie, même par ses adversaires. Mais comme tous les ministres qui ne sont pas issus du monde parlementaire, il eut la vie dure pendant sa première année. Je suis heureux, pour ma part, d'avoir amené un homme de qualité parmi les dirigeants nationaux du PSC" 3
"William Ancion ministre !....Premier échevin, Ancion ne restera guère dans l'ombre du bourgmestre Edouard Close, emporté l'année suivante par l'affaire des horodateurs.Bourgmestre faisant fonction, Ancion imprime le cap et... le garde, quand le falot H.Schlitz ceint l'écharpe maïorale.
Ancion parti se faire un nom ailleurs, la politique communale liégeoise va se chercher une nouvelle figure de proue. Que n'est pas Jean-Maurice Dehousse. Car, murmure-t-on à la Violette, l'arrivée du "grand homme"en 1995 n'a pas empêché son premier échevin de rester faisant fonction. Comme il l'était de puis six ans..." 2
Les décrets qu'il a fait adopter par les Parlements en matière de financement des universités et en matière de sport étaient toujours d'application 20 ans plus tard.
En juin 1999, il signait à Bruxelles avec le ministre français de la coopération, Charles Josselin, un accord culturel destiné à remplacer l'accord établi entre la Belgique et la France avant la fédéralisation du pays.
Il est élu député au Parlement wallon et au parlement de la Fédération Wallonie-Bruxelles à la suite des élections de juillet 1999. Le CDH étant dans l'opposition, William Ancion reprend ses fonctions de premier échevin à la Ville de Liège.
En février 2001, il démissionne de son mandat parlementaire pour se consacrer exclusivement à son mandat communal.
Le 1er septembre 2004, le Gouvernement de la Communauté française le désigne comme Délégué général Wallonie-Bruxelles à Paris pour un mandat de 4 ans. À ce titre, il est accrédité auprès de la République française, l'Unesco, l'OCDE et la Francophonie internationale. Il inaugure les nouveaux locaux de la Délégation générale au boulevard Saint-Germain, dans un hôtel hausmanien restauré par les soins de la Région wallonne.
En septembre 2008, il regagne Liège pour se consacrer à des activités sociales.
En 2012, il fonde l'Alliance française de Liège, association agréée par la Fondation internationale de l'Alliance française comptant 850 sections implantées dans le monde entier pour promouvoir la langue française et les cultures francophones.L'Alliance de Liège va jusqu'à compter 450 membres cotisants.Elle organise un cycle annuel de conférences destinées à faire connaitre les personnalités culturelles belges et étrangères qui contribuent à ces objectifs.
Bernard Pivot, Muriel Mayette-Holtz, Eric Fottorino, Alain Juppé, Jean-François Kahn, John Simenon, Edouard Philippe,Françoise Nyssen, Colette Braeckman , Jean-Michel Ribes....et tant d'autres ont occupé la tribune de l'Alliance à Liège

## Autres activités
Parallèlement à ses activités politiques, ou en complément de celles-ci, William Ancion est administrateur de la RTBF de 1975 à 1980, président du holding de reconversion Meusinvest de 1990 à 1999, Président du Conseil d'administration du Centre hospitalier chrétien de 1980 à 2004, conseiller de l'Association internationale des Maires francophones pour laquelle il effectue de nombreuses missions de formation en Afrique centrale(RDC, Rwanda, Burundi, Centrafrique, Cameroun)
A ce titre il participe à une mission de formation des cadres communaux en préparation à la loi de décentralisation en République démocratique du Congo, action financée par l'AIMF et menée sous la direction de la CAPAC (2008-2012) 
Il participe également au projet de création d'une plate-forme des Autorités locales de la Région des Grands Lacs menée sous l'égide de l'AIMF et de la Région wallonne. (2012-2015)
Il siège depuis 2015 comme vice-président à la Commission royale des Monuments et Sites dont il préside la Commission des Monuments tout comme il a présidé durant 8 ans les Journées du Patrimoine en Wallonie.

## Distinctions honorifiques
Il est honoré de plusieurs distinctions honorifiques dont celles de
- Chevalier de l'ordre de Léopold
- Commandeur de l'ordre de la Couronne
- Grand officier de l'ordre de Léopold II
- Commandeur de l'ordre national du Lion du Sénégal
- Citoyen d'honneur de Liège (2012)[1] et de Maastricht.